# Michał Superlak
Michał Superlak (16 de noviembre de 1993) es un jugador profesional de voleibol polaco, juego de posición opuesto.

## Palmarés

### Clubes
Campeonato de Polonia:
- 2021[2]